# Ensembl
Ensembl este un proiect științific, rezultat al colaborării dintre Institutul Sanger și  Institutul European de Bioinformatică. A fost lansat în 1999 ca răspuns la iminentul sfârșit al 
 Proiectului Genomului Uman. . 
La împlinirea a 10 ani,  scopul Ensembl rămâne de a fi o resursă centralizată de date din genetică, biologie moleculară și care poate fi folosită de cercetători care studiază genomurile umane și a altor specii. 
Alte unelte similare cu Ensembl sunt NCBI și  UCSC Genome Browser al  Universității din California  din Santa Cruz (UCSC).

## Introducere
Genomul uman conține trei miliarde de baze azotate, care codează aproximativ între 20.000 și 25.000 de gene. Genomul ca atare nu este util, în absența cunoștințelor despre locațiile și relațiile dintre gene. O variantă prin care pot fi stabilite aceste relații este adnotarea manuală a genelor, atunci când o echipă de cercetători încearcă să localizeze anumite gene folosind date experimentale publicate în jurnale științifice sau baze de date publice. Alternativa este adnotarea automatizată, prin care puterea de calcul a calculatoarelor este folosită pentru găsirea șabloanelor caracteristice
proteinelor în ADN.  
În proiectul Ensembl, datele secvențiate sunt introduse într-un sistem de adnotare care constă într-o serie de segmente de cod, scrise în  Perl. În urma acestui proces rezultă o serie de predicții ale locațiilor genelor, care sunt mai apoi salvate în baza de date MySQL. 
Toate datele produse de Ensembl pot fi folosite gratuit. De asemenea, Ensembl are o interfață vizuală prin care pot fi interpretate datele.
De-a lungul timpului, proiectul s-a extins și acum cuprinde mai multe specii, cum ar fi organisme de referință - șoarecele de casă,  drosofila și peștele zebră.
Începând cu 2009, un proiect similar, intitulat Ensembl Genomes a extins aria de studiu a Ensembl la nevertebrate cum ar fi plante, fungi, bacteria, protiste, în timp ce proiectul inițial se axează numai pe vertebrate.

## Vizualizarea datelor

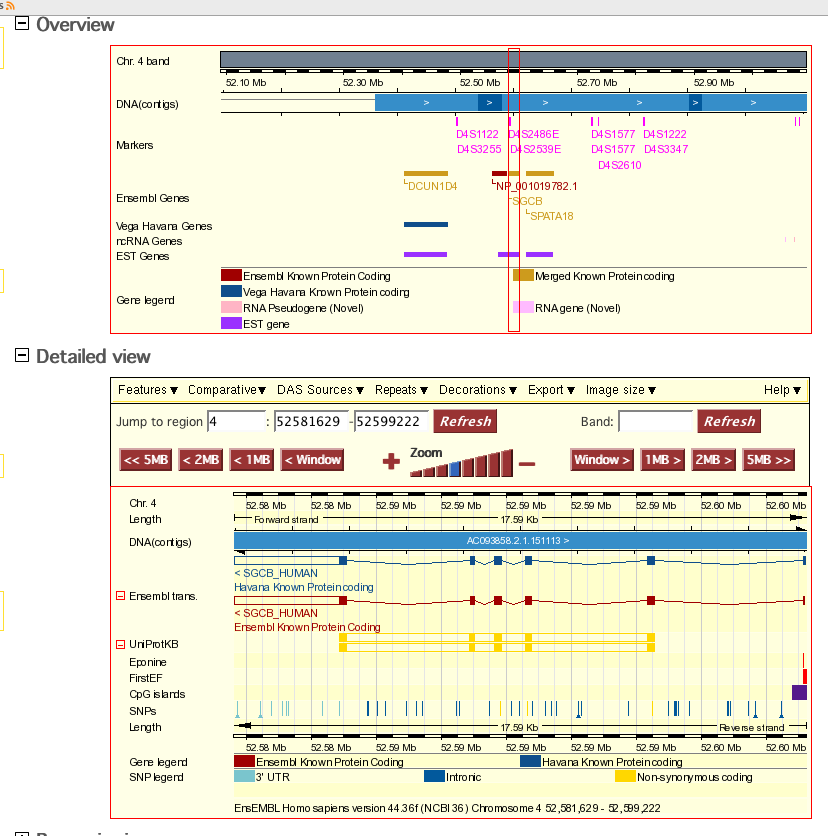
Gena SGCB aliniată la genomul uman

Conceptul pe care se bazează Ensembl este abilitatea de a genera în mod automat vizualizări grafice ale alinierii genelor la un genom de referință. Aceste informații sunt afișate la linii de date, iar liniile individuale pot fi deschise sau închise, lăsând utilizatorului posibilitatea de a-și personaliza afișajul în funcție de propriile interese. Interfață oferă posibilitatea de mărire sau micșorare a unei regiuni, dar și de a explora un genom într-o direcție sau alta.
Alte tipuri de vizualizare prezintă datele la diferite rezoluții, de la  cariotipuri  până la reprezentarea pe baza textului a secvențelor ADN și a amino acizilor, sua prezintă alte tipuri de vizualizări cum are fi arbori ai diferitelor gene într-un șir de specii. În multe cazuri datele pot fi exportate direct din pagina web în fișiere cu format standard cum ar fi formatul FASTA. 
Datele care rezultă din alte proiecte for fi vizualizare folosind Ensembl, via serverul DAS (Distributed Annotation System), sau încărcând fișierele în alte formate cum ar fi formatul BAM sau formatul PSL.
Graficele sunt generate folosind module Perl bazate pe GD.